# Галерија Нишког културног центра
| Галерија Нишког културног центра    |                                        |
|                                     |                                        |
| Са отварања једне од изложби (2015) |                                        |
| Врста:                              | Установа културе                       |
| Основана:                           | 1999.                                  |
| Седиште:                            | Булевар Зорана Ђинђића 37 · Ниш Србија |
| Власник:                            | Град Ниш                               |
| Структура:                          | - Изложбени простор - Књижара НКЦ      |
| Веб презентација                    | www.nkc.org.rs/index.php               |

Галерија Нишког културног центра један је од бројних изложбених простора у овом граду, у државном власништву. Галерија се бави организовањем изложби из области ликовних уметности, и други облсти културе, издавањем каталога, промоцијом и продајом уметничких дела. Галерију, поред изложбеног простора чини и продајни салон књига
Галерија спада у посећеније у Нишу. На око 15 до 20 изложби годишње из области ликовне уметности и других области културе, просечан број посетилаца, по једној изложби, је око 500. Галеријом управља Нишки културни центар, који има и свој програмски савет.

## Положај
Галерија Нишког културног центра налази се у старом делу централне четврти Града Ниша, у улици Булевар Зорана Ђинђића 37. Смештена, је на углу и у приземљу новоизграђене стамбене зграде. Галерија својим положајем и изгледом уклапа се у савремени изглед овог нишког булевара.
Локација објекта је, преко пута Нишког клиничког центра, у непосредном окружењу медицинског и стоматолошког факултета, две најстарије нишке гимназије, средње уметничке и музичке школе, и једне од најстаријих основних школа у Нишу, што љубитељима уметности обезбеђује добру приступачност а Галерији сталну посећеност.

## Смештај и опремљеност Галерије
Галерија је смештена је у једном нивоу из два засебна дела, у архитектонски репрезентативном простору, наменски изграђеном за изложбене делатности, а нешто касније и за продају књижевних дела.

## Историјат
Нишки културни центар као градска установа културе основана је с краја 20. века (1999) са задатком да организује концепцијски различите програмске садржаје и фокусира се на најразличитије актуелности из књижевног, музичког, филмског и видео, ликовног, позоришног, образовног и научно-популарног, али и друштвеног живота града, региона, земље и света.
Зато у свом саставу НКЦ има и овај репрезентативни галеријски простор намењен пре свега изложбеним али и свим другим комплексним програмима из области културе и уметности.

## Задатак
Главни задатак Галерије НКЦ је да реализује добро структурисане (али и флексибилне) ликовне програме, а пре свега оне који делује континуирано и доносе у Ниш савремене, иновативне уметничке продукције и њихове презентације.
Стални програм Галерије је да организовањем изложби да подршку и стимулацију пре свега младим таленатима који стварају како у класичним ликовним техникама, тако и у проширеним медијима и мултимедијима.
Такође, Галерија Нишког културног центра посебну пажњу поклања одржавању изложби и развоју ликовног аматеризма кроз редовне годишње изложбе удружења и истакнутих појединаца у овом, али и другим галеријским просторима у њеној надлежности.
Своје задатке Галерија НКЦ реализује у сарадњи са властима Града Ниша, задуженим за културу, Међународним удружењем „Палански арт“, Галеријом СЛУ у Нишу, бројним удружењима уметника из Ниша Србије и иностранства.

## Радно време
Редовно време Галерије (изузев у дане свечаног отварања изложби, када је и после 19.00 часова) је сваког радног дана од 9.30-19.00, а суботом од 9.30-14.00 часова. Недељом галерија не ради.